# Bilbilis
Bilbilis (ook Βίλβιλις, Βίλβις of Belbili genoemd) was een Keltiberische stad op het Iberische Schiereiland, die later omgebouwd werd tot een Romeins municipium. Het was de tweede belangrijkste stad in Hispania Tarraconensis, na Segobriga. De overblijfselen van de stad strekken zich uit over de heuvel van Bambola, aan de samenvloeiing van de rivieren Jalón (waarschijnlijk bedoelt Iustinus deze rivier als hij spreekt over Birbilis) en Jiloca, op een zestal kilometer van de huidige stad Calatayud (provincie Zaragoza). Als inwonersnaam van Calatayud wordt nog steeds bilbilitano gebruikt.
Vanaf Augustus' reorganisatie van de Spaanse provincies in 27 v.Chr. behoorde Bilbilis tot Hispania Tarraconensis en uit die tijd dateren ook enkele munten met Iberische opschriften.
In deze stad werd de Latijnse dichter Marcus Valerius Martialis geboren. Op het einde van zijn leven trok hij zich terug uit Rome in zijn buitenverblijf te Bilbilis. Hij stierf er ook.
Op 4 juni 1931 werd de archeologische site uitgeroepen tot beschermd monument.

## Geschiedenis

### Oorsprong
Het oorspronkelijke Bilbilis, gesticht door de Keltiberiërs, bevond zich ter hoogte van de Bambolaheuvel en gedeeltelijk op de San Paternoheuvel. Zijn inwoners behoorden tot een Keltiberische stammenbond uit Hispania Citerior, die bekendstond onder de naam "Lusones"; Bilbilis was hun hoofdstad.
Het eerste contact tussen de Lusones en hun latere veroveraars vond waarschijnlijk plaats in de 2e eeuw v.Chr., toen Quintus Fulvius Flaccus een veilige handelsroute tussen Keltiberië en de Middellandse Zee probeerde te verzekeren. In ieder geval duurde het nog tot de 1e eeuw v.Chr. vooraleer de Romeinse cultuur, taal en gewoonten binnenkwamen en het langzame proces van romanisering kon beginnen, waarbij de inheemse cultuur stap voor stap verdrongen werd door de Romeinse levenswijze.

### Tijd van Augustus

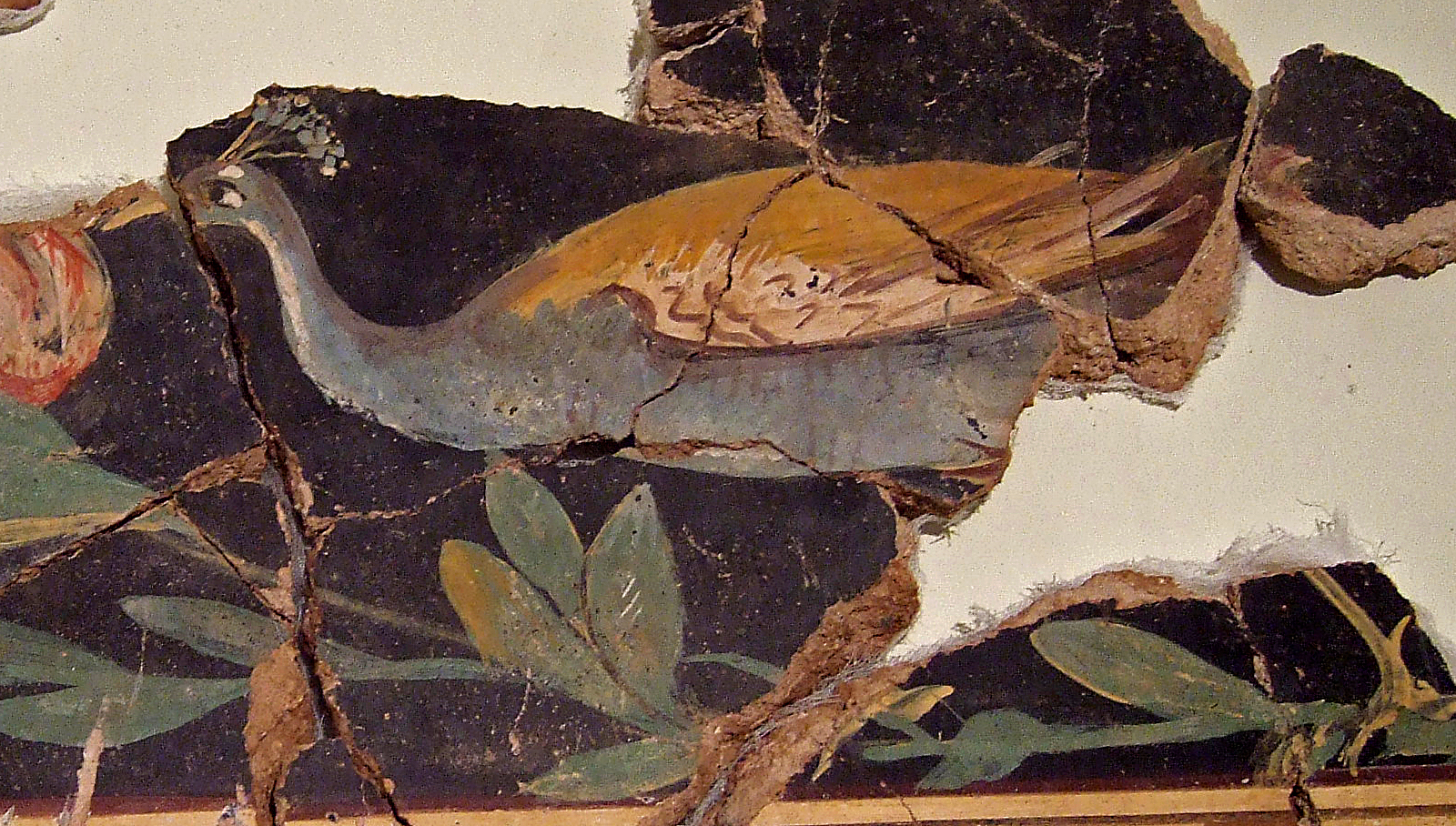
"Fries van de pauw". Schildering te Bilbilis (omstreeks 50 n. Chr.), in de Wijk van de Thermen, Insula I, Domus 3, kamer 29, c. 50.

In de Augusteïsche tijd onderging het landschap van Bilbilis verschillende ingrijpende wijzigingen, om de bouw van grote monumenten mogelijk te maken. De stad kende een bloeiperiode in de 1e eeuw, raakte in verval tijdens de 2e eeuw en werd stilaan verlaten, tot ze in de 3e eeuw grotendeels verlaten was.
Toen eenmaal de vrede in Hispania hersteld was, na de dood van Julius Caesar, ondernam Augustus een reeks van administratieve hervormingen, waarmee hij Bilbilis indeelde bij de conventus iuridicus Caesaraugusta in de provincie Hispania Tarraconensis. De stad verkreeg de titel van municipium, en bij deze statusverhoging hoorde ook een naamsverandering van Bilbilis Italica naar Municipium Augusta Bilbilis (ter ere van de toenmalige keizer).
In deze periode werd de stad heropgebouwd naar Romeins model via een aantal dure en ingewikkelde topografische veranderingen. De modernste voorzieningen moesten voorzien in de nieuwe noden van haar burgers, zowel praktisch (openbare gebouwen en diensten, communicatiemiddelen met hun typisch Romeinse efficiëntie...) als esthetisch (monumentale openbare gebouwen en tempels). Op deze manier werd Bilbilis het politieke, administratieve en economische centrum van de streek.
Om aan al deze functies de voldoen, wrong de stad zich in het klassieke Romeinse keurslijf: een stedelijk complex met als middelpunt een marktplein, omringd door een zuilengang en geflankeerd door een tempel, een basilica en een curia. Rond het theater werd een kleinere versie van dit geheel opgericht.
Men bouwde een thermencomplex, verscheidene nymphaea en een uitgebreid waterleidingnet dat voortdurend voorzien werd van stromend water door enkele cisternen, aangepast aan de onregelmatigheden in het terrein.

### De keizertijd
Onder de Julisch-Claudische dynastie, in het bijzonder onder de heerschappij van Tiberius, beleefde de stad haar bloeitijd. Ondanks een korte crisisperiode onder de laatste heersers van dit keizerlijke huis herwon Bilbilis al snel zijn voormalige handelsbedrijvigheid tijdens de Flavische tijd. Later, in de periode van keizer Trajanus, vinden opnieuw grote verbouwingswerken plaats. Vanaf de derde eeuw hebben we minder gegevens, maar ogenschijnlijk neemt de glorie uit de eerste eeuw beetje bij beetje af. Zoals vele vergelijkbare landbouwcentra uit deze tijd wordt de stad stilaan verlaten.

## De archeologische site

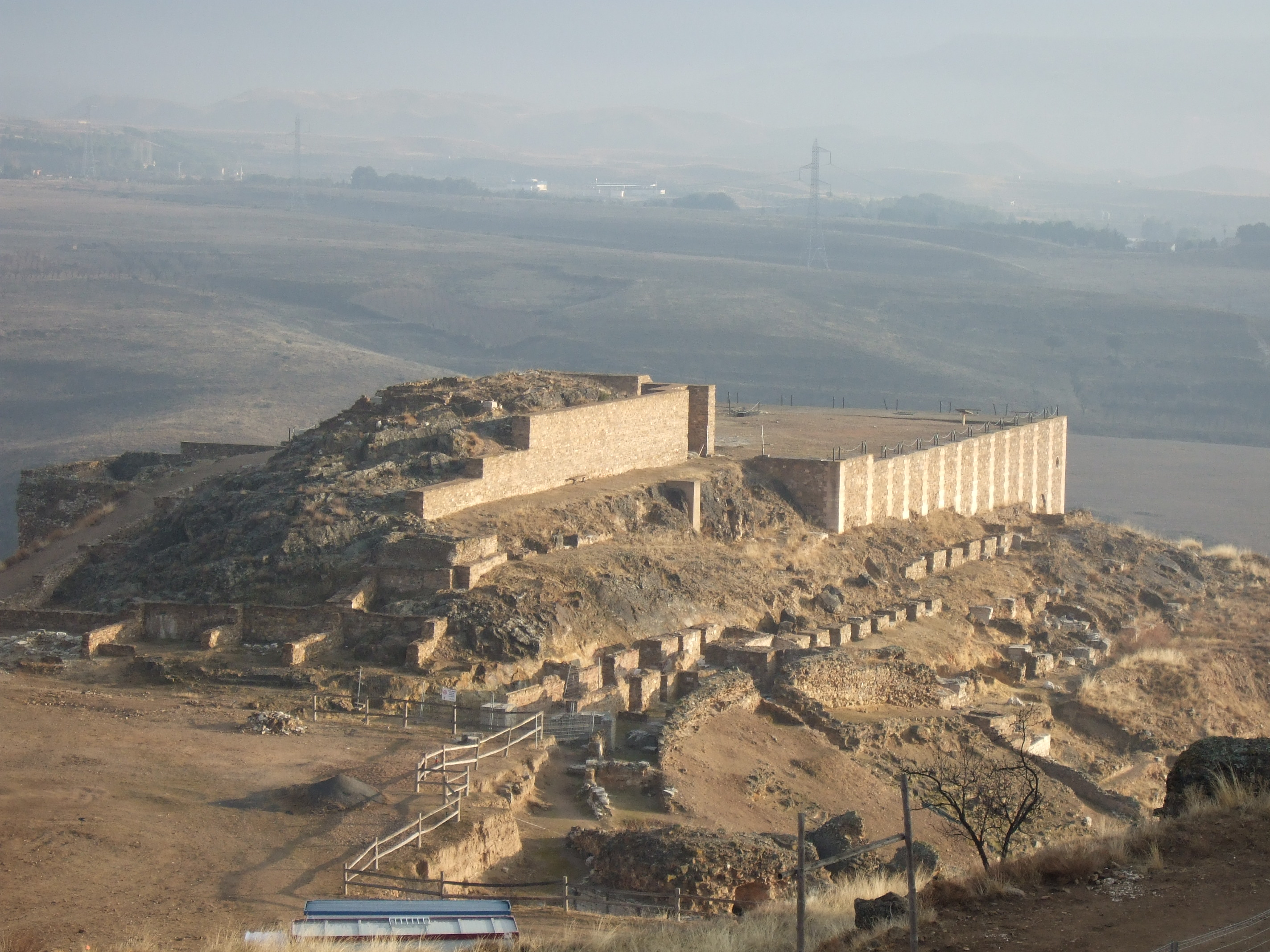
Het forum van Bilbilis met op de voorgrond de grondvesten van de tempel

### Urbanisatie
De topografie noopt tot een ordening van het terrein in terrassen met verheven straten, glooiingen en hellingen, die in tegenstelling staat tot het gebruikelijke dambordpatroon van een Romeinse stad. Verbindingen tussen de terrassen legde men aan in de vorm van hellingen, waarover mensen en voertuigen konden gaan. Hun kronkelende tracé was aangepast aan de stijgingsgraad van de heuvels. Andere straten stonden hier loodrecht op; doordat ze steiler waren, gebruikte men ze vooral voor voetgangersverkeer, ook al omdat ze aan beide kanten voorzien waren van trappen en de huizenblokken volgden.
Het centrale gedeelte van de stad was voorbehouden voor de belangrijkste twee monumenten, het forum en het theater. Op deze plaats kwamen de twee grote toegangswegen samen, die begonnen aan de poorten die uitgespaard waren in de stadsmuur, één in het lager gelegen deel, bij het dal van de rivier Jalón, en een andere ter hoogte van het theater.

### Het forum
Het gaat hier om een monumentaal, in één keer ontworpen forum, dat enigszins buiten verhoudingen is en verre van beantwoordt aan de beginselen van Vitruvius. De theatrale aanblik lijkt te beantwoorden aan een verlangen om zich een Romeinse identiteit toe te dichten (en ermee te pronken). Gesitueerd in het hoger gelegen deel van de stad, treft men het forum aan als een nagenoeg vierkant plein, versierd met marmeren standbeelden en omringd door zuilengalerijen, een basilica, een curia, een tempel en - onder de grond - cryptoporticussen.
De bouwwerken werden voltooid onder de heerschappij van Tiberius, hoewel het complex nog latere wijzigingen onderging in de tijd van Trajanus.

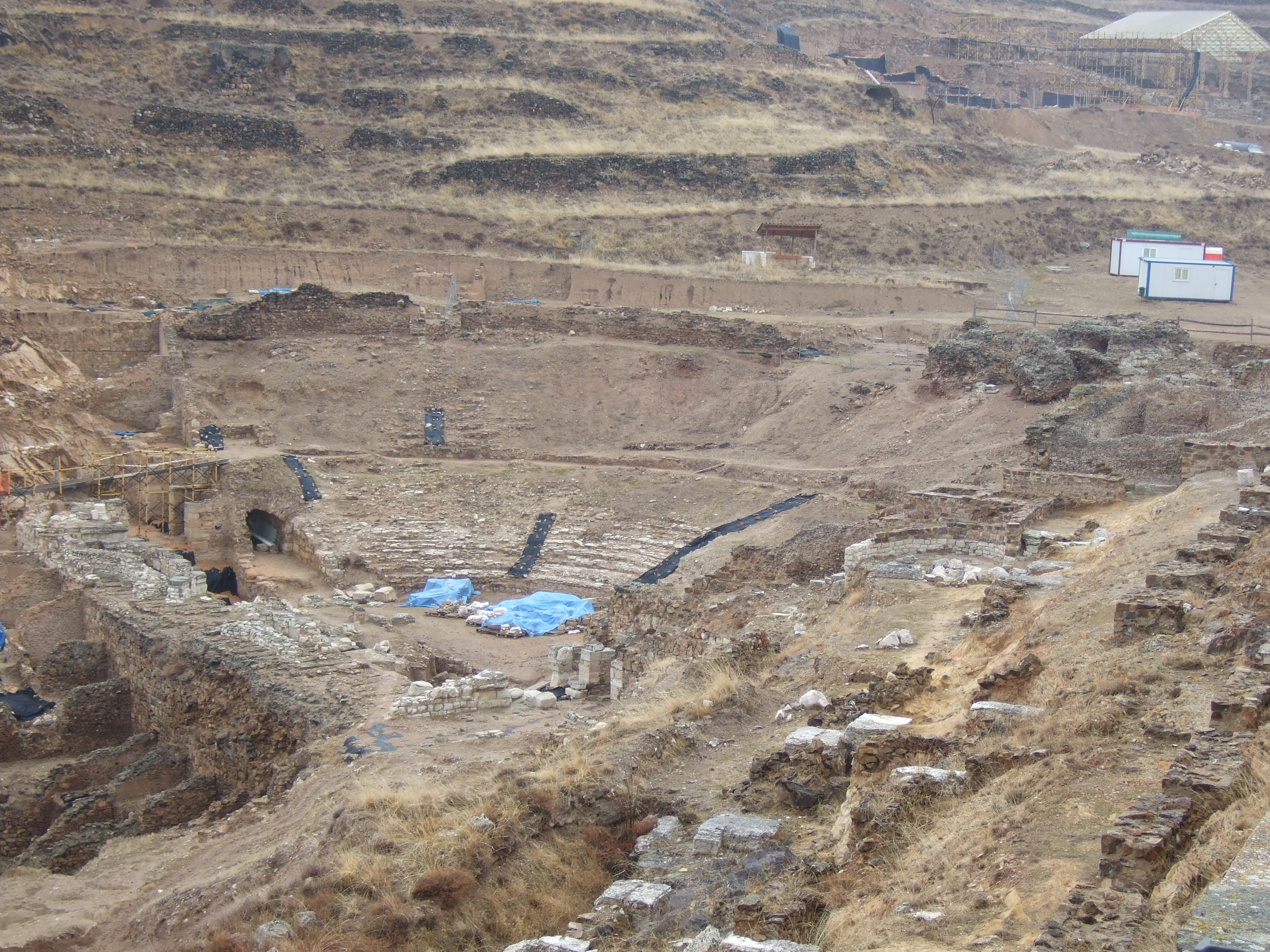
Theater van Bilbilis

### Het theater
Het theater vormt een geheel met het forum, waarmee het in verbinding staat via een reeks van portieken en gangen, die in dezelfde tijd ontworpen en gebouwd zijn als de schouwburg zelf. Binnenin bevindt zich een podium met twee verdiepingen, beide bekroond door Korinthische kapitelen, en drie valvae ("toegangspoorten"). Gebruik makend van de natuurlijke helling heeft men - mits de holten op te vullen - de rots trapsgewijs uitgehouwen.
Sommigen beschouwen het gebouw als een schouwburg voor de hele streek, aangezien zijn capaciteit van ongeveer 4500 toeschouwers de noden van deze kleine stad, met zo'n 3000 tot 3500 inwoners, ruimschoots overstijgt.

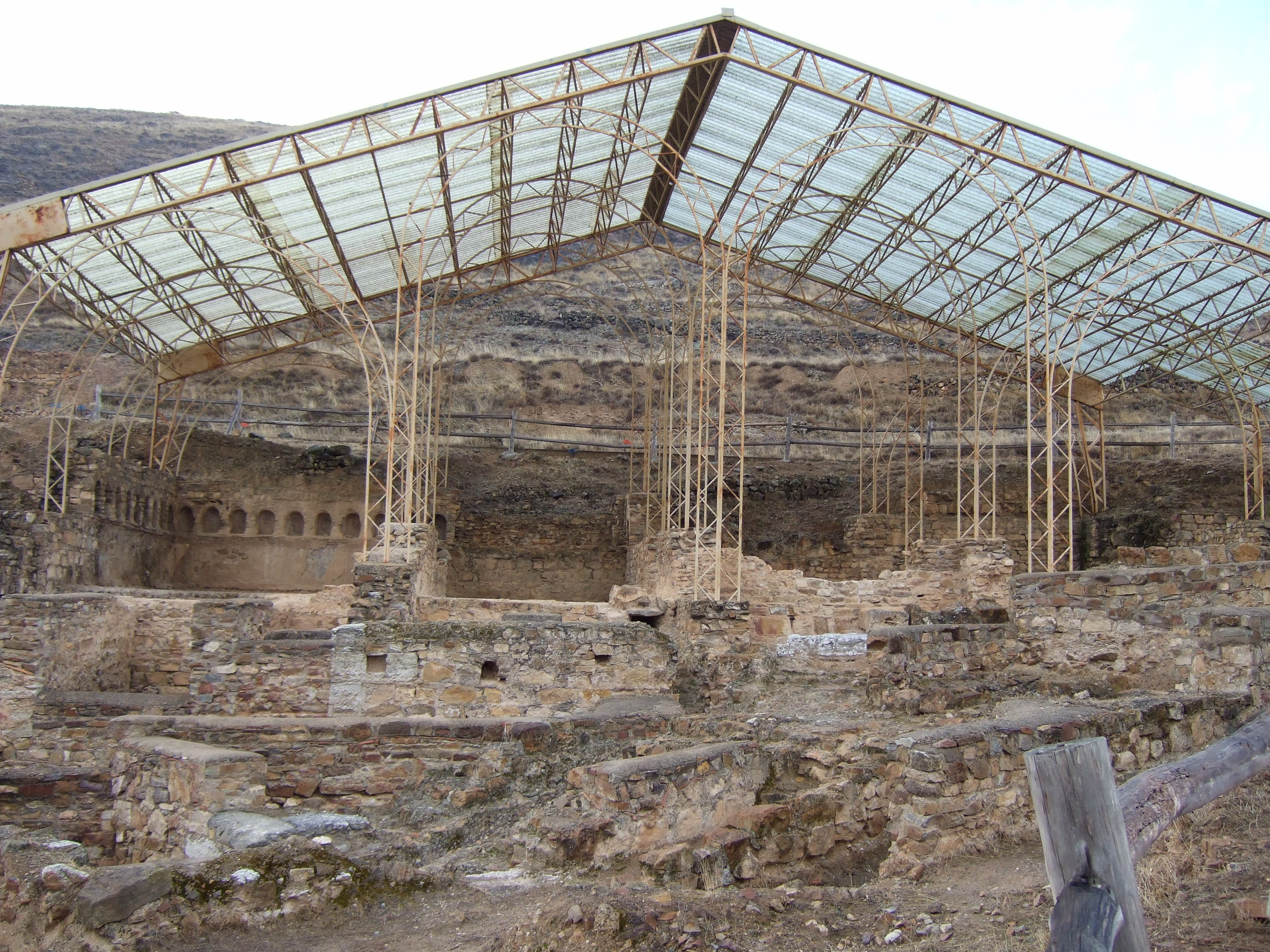
Zicht op de thermen

### De thermen
Deze bevinden zich binnen de stadsmuren en voldoen aan een provinciaal model, met hun rechtlijnige, eenvoudige indeling, hun ligging op de helling en het feit dat ze omgeven zijn door verscheidene cisternen, die hen voorzien van water. De ruimtes van deze thermen, die voorzien waren van een waterleiding, een verwarmingssysteem, vestiaires, warme en koude baden, een schola labrum (een koudwaterbad in een warme kamer) naast het caldarium (warmwaterbad), sanitaire voorzieningen en andere bijgebouwen, waren versierd met kwalitatief hoogstaande schilderingen van de hand van een groep pictores italici, wier werk terug te vinden is op meerdere plaatsen in het Ebrodal, meer bepaald in Bilbilis, Arcobriga en elders.

## Antieke bronnen
- Anonymus Ravennas, Cosmographia IV 43.
- Ausonius, Epistulae X 223-224, XXIX 56-59.
- Claudius Ptolemaeus, Geographia II 6 § 57.
- Isidorus, Etymologiarum libri XX XVI 21.
- Itinerarium Antonini.
- Iustinus, Historiarum Philippicarum libri XLIV XLIV 3 § 8.
- Martialis, Epigrammaton libri XII I 49, 61, IV 55, X 13, 103, 104, XII 18.
- Plinius, Naturalis Historia III 2 § 24, XXXIV 144.
- Strabo, Geographika III 4 § 13.